# Угорницкий монастырь
Угорницкий монастырь — православный мужской монастырь, существовавший в селе Угорники (ныне Коломыйского района Ивано-Франковской области) с XVI века (с 1752 года — в соседнем селе Бабянка). В конце XVIII — начале XIX века переведён в унию.
В настоящее время преемство исторического Угорского монастыря оспаривают неканоническая Украинской автокефальной православной церкви, возродившая его в 2004 году в Угорниках как Угорницкий Спасо-Преображенский монастырь и каноническая Украинская православная церковь, возродившая его в 2010 году в Бабянке как Михайловский Угорницкий монастырь.

## История
Существовал уже в середине XVI века, когда послушником в него поступил 10-летний уроженец села Угорники Иван Железо.
Построенный (вместе с церковью) при содействии Адама Балабана, прадеда Александра Балабана. Строительство нового монастыря начались при содействии родного брата Адама — Унивского архимандрита Исаия Балабана и его жены Марии Гулевичевны — владельцев Угорников. 27 ноября 1612 была издана грамота Адама Балабана, которой он назначил средства (или средства) для содержания монахов.
Строительство было закончено при содействии теребовлянского и рогатинского старосты Александра Балабана, который утвердил на вечные времена фонды для содержания монахов, предоставленные ранее родственником Адамом. Сначала здесь было жить до 50 монахов — монастырь был одним из крупнейших в Галичине.
Монастырь мог обороняться от нападений татар, поэтому на его башнях всегда держали стражу (место на монастырских полях называлось «Стражница»). В 1752 монастырь был перенесён в село Бабинки, которое принадлежало монахам.
Угорницкие монахи сначала не приняли Брестскую унию. Последним православным игуменом был о. Шумлянский.
Позже монастырь склонили к унии. Год этого события неизвестен. С 1772 до 1811 нет упоминаний о монастыре. В 1811 было 2 монаха. В 1812 власть Австрийской империи включила его в состав Бучацкого монастыря временно, в 1819 году — навсегда.
В 2004 году при содействии народного депутата Украины Владимира Кафарского неканоническая Украинская автокефальная православная церковь объявила о возрождении Угорницкого Свято-Преображенского монастыря в селе Угорники.
26 февраля 2010 года Священный Синод канонической Украинской Православной Церкви постановил возродить Угорницкий мужской монастырь во имя архистратига Михаила в соседнем с Угорниками селе Бабянка.